# Val-du-Maine
Val-du-Maine is een fusiegemeente (commune nouvelle) in het Franse departement Mayenne (regio Pays de la Loire). Zij is gevormd door de samenvoeging vanaf 1 januari 2017 van de gemeenten Ballée en Épineux-le-Seguin, met Ballée als kerngemeente. De plaats maakt deel uit van het arrondissement Château-Gontier en van de intercommunalité 'communauté de communes du Pays de Meslay-Grez'. De gemeente telde 971 inwoners op 1 januari 2022.

## Geografie
Val-du-Maine is een landelijke gemeente in het zuidoosten van het departement Mayenne en grenst aan het departement Sarthe. De oppervlakte bedroeg op 1 januari 2022 23,67 vierkante kilometer; de bevolkingsdichtheid was toen 41 inwoners per km².

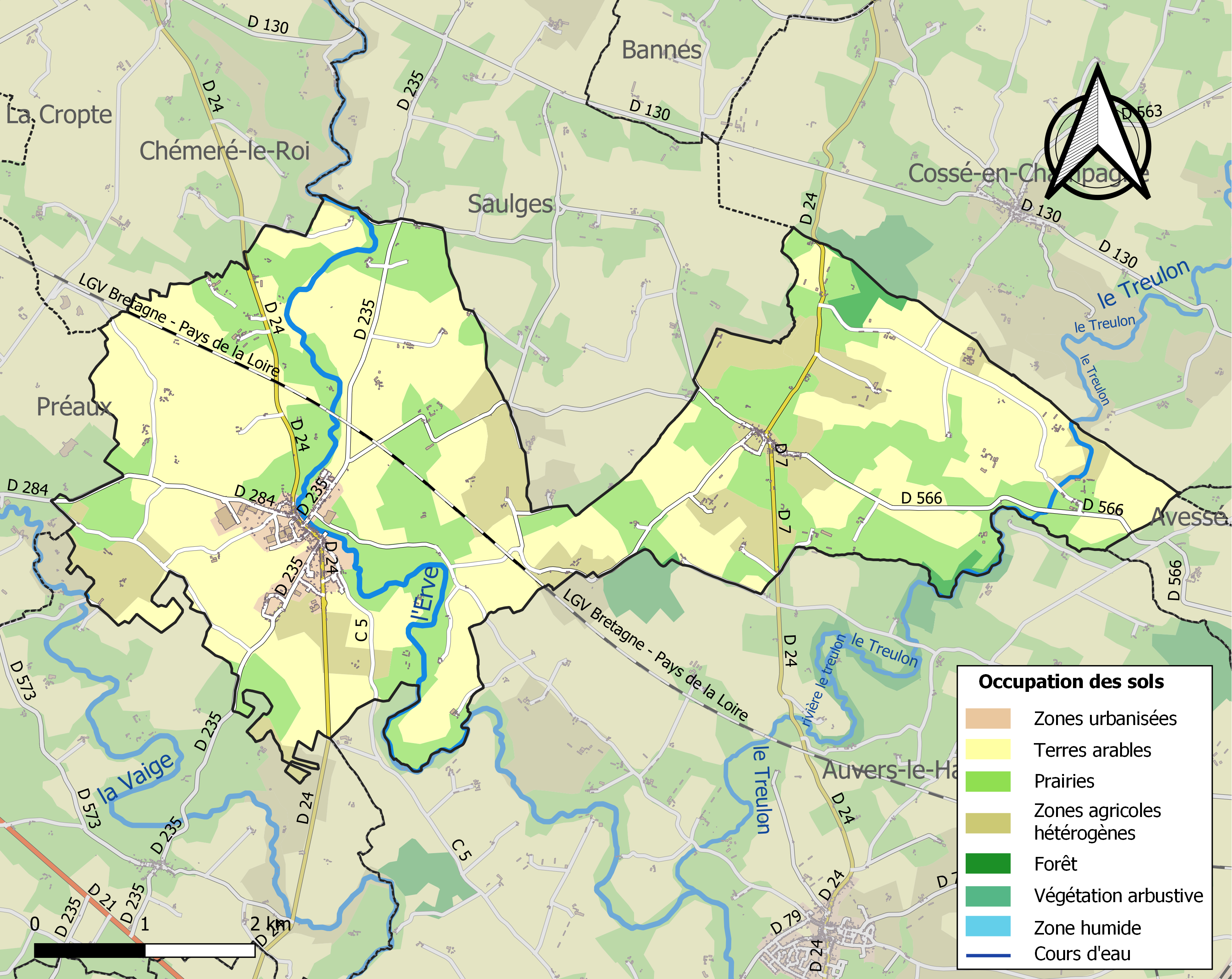
Kaart van de gemeente met de belangrijkste infrastructuur, bodemgebruik en omliggende gemeenten

## Bezienswaardigheden
Château des Linières in Ballée